# Dimo Kostov
Dimo Kostov, född den 17 mars 1947 i Rogozinovo, Bulgarien, är en bulgarisk brottare som tog OS-brons i tungviktsbrottning i fristilsklassen 1976 i Montréal.